# Талица (приток Туры)
Талица — река в Свердловской области России. Исток находится в 13 км на северо-восток от Нижней Туры. Устье — в 873 км по правому берегу реки Тура. Русло зарегулировано большим количеством плотин. На правом берегу, при слиянии с рекой Токовой, находится деревня Новая Тура. Длина реки составляет 21 км.

## Притоки
- Большая Глубокая по левому берегу.
- Некур по левому берегу.
- Большой Пехтыш по левому берегу.
- Тагилка по правому берегу.
- Токовая по правому берегу.
- Руч. Талица по правому берегу.

## Данные водного реестра
По данным государственного водного реестра России относится к Иртышскому бассейновому округу. Речной подбассейн реки — Тобол. Речной бассейн реки — Иртыш.
Код объекта в государственном водном реестре — 14010501212111200004602.